# 林曼麗
 林 曼麗、AL（リン マンレイ、繁体字: 林 曼麗、1954年8月8日－）は、中華民国（台湾）の芸術教育学者、東京大学教育学博士。財団法人国家文化芸術基金会理事長、北師美術館総合プロデューサー。過去に、国立台北師範学院美劳教育学部学長、台北市立美術館館長、財団法人国家文化芸術基金会理事長、国立故宮博物院副院長、国立故宮博物院院長などを務める。
2023年11月3日、秋の叙勲で旭日中綬章を受章。